# 田崇厚
田崇厚（1903年—1987年6月24日），安徽六安人。中国人民解放军将领。
早年参加革命，并创建游击大队，任大队长。1930年1月随游击队编入中国工农红军，后任红二十五军七十四师供给部长，红十五军团第七十五师供给部部长，后担任陕甘宁边区保安司令部供给部长，参加反围剿战争和长征。抗日战争后，任新四军第二师四旅供给部长、二师六旅供给部长，第七师兼皖江军区供给部部长，华东野战军第7纵队供给部部长。中华人民共和国成立后，任皖北军区供给部政治委员。1987年6月24日，病逝。